# Yvonne Leever
Yvonne Leever (29 augustus 1976) is een Nederlands voormalig langebaanschaatsster en voetbalspeelster. 
Van 1992 tot 1993 speelde ze als jeugd-international 10 interlands voor het Nederlands vrouwenvoetbalelftal onder 17. De eerste keer op 29 juni 1992 tegen Finland.
In de periode 1998–2005 nam zij deel aan de Nederlandse kampioenschappen afstanden en de Nederlandse kampioenschappen sprint bij het langebaanschaatsen. Ze won in 1996 het Nederlands kampioenschap supersprint. Bij de Nederlandse kampioenschappen afstanden won Leever in 2002, 2003 en 2004 een bronzen medaille op de 500 meter. 

## Records

### Persoonlijke records[3]
| Afstand    | Tijd    | Datum            | Baan           |
| ---------- | ------- | ---------------- | -------------- |
| 500 meter  | 38,59   | 12 december 2003 | Salt Lake City |
| 1000 meter | 1.17,61 | 19 januari 2003  | Calgary        |
| 1500 meter | 2.05,87 | 9 augustus 2002  | Calgary        |
| 3000 meter | 4.31,46 | 24 juli 2004     | Erfurt         |